# Klement VI.
Klement VI. (rodným jménem Pierre de Rosieres) (1291 hrad Maumont, Corrèze, Francie – 6. prosince 1352, Avignon, tamtéž) zvaný Veliký, byl papež francouzského původu, čtvrtý v avignonském exilu, vládl od 7. května 1342 až do své smrti.

## Životopis
Narodil se na hradě v Maumontu v rodině Viléma Rogera, purkrabího z Rosiers v kraji Limousin, a Vilemíny de Mestre. Navštěvoval nejprve benediktinskou školu v opatství La Chaise Dieu v départementu Haute-Loire, kde se v 16 letech stal profesem benediktinského řádu a pro své schopnosti byl přijat ke studiu teologie na univerzitu v Paříži. Již během studií získal renomé učence a řečníka.
Po absolutoriu byl roku 1322 jmenován knězem u Sv. Pantaleona v Savigneux en Forez, kde sloužil do roku 1323, v chrámu Sv. Baudilla v Nîmes se objevil roku 1324. Ve věku třiceti pěti let, 23. června 1326 jej papež Jan XXII. jmenoval opatem kláštera benediktinů ve Fécampu v Normandii.
Dne 3. prosince 1328 se stal biskupem v Arrasu a 24. listopadu 1329 arcibiskupem v Sens. Rozhodující pro jeho kariéru nejvyššího preláta bylo uvedení na dvůr francouzského krále Filipa VI., jemuž se zalíbil a stal se proto členem královské rady.

### České styky
- Roku 1330 se stal učitelem Filipovy sestry Blanky a stejně starého českého prince Václava, jejího pozdějšího manžela a císaře Karla IV. Oba muži se spřátelili. Po roce 1342 byl dosazen na papežský trůn a poté obnovil styky s kralevicem Václavem (Karlem).
- Roku 1344 papež na žádost českého krále Jana Lucemburského a jeho syna povýšil pražské biskupství na arcibiskupství (prvním pražským arcibiskupem byl Arnošt z Pardubic) a zároveň založil biskupství litomyšlské.
- Papež vedl proces proti římskému císaři Ludvíku Bavorovi a určil jako jeho protikandidáta na tento trůn Karla IV.
- Listinou ze 26. ledna 1347 vystavenou pro pražského arcibiskupa Arnošta z Pardubic papež vydal souhlas se založením Karlovy univerzity v Praze. Originál jeho listiny a notářský opis univerzita zakoupila do svého archivu v červnu 2018 ze soukromé sbírky.[1]
- Rok 1350 papež vyhlásil Svatým rokem, spojeným s římskými poutěmi pro odpuštění hříchů a trestů. Zavedl tak novou tradici. Karel IV. s arcibiskupem Arnoštem z Pardubic zorganizovali k této příležitosti v Praze na Dobytčím trhu (Karlově náměstí) velkolepou slavnost spojenou s ukazováním říšských relikvií a dalších svatých ostatků.
- Karel IV. vydal papeži římského humanistu a politika Colu di Rienzo k soudu a věznění v Avignonu.

### Činnost

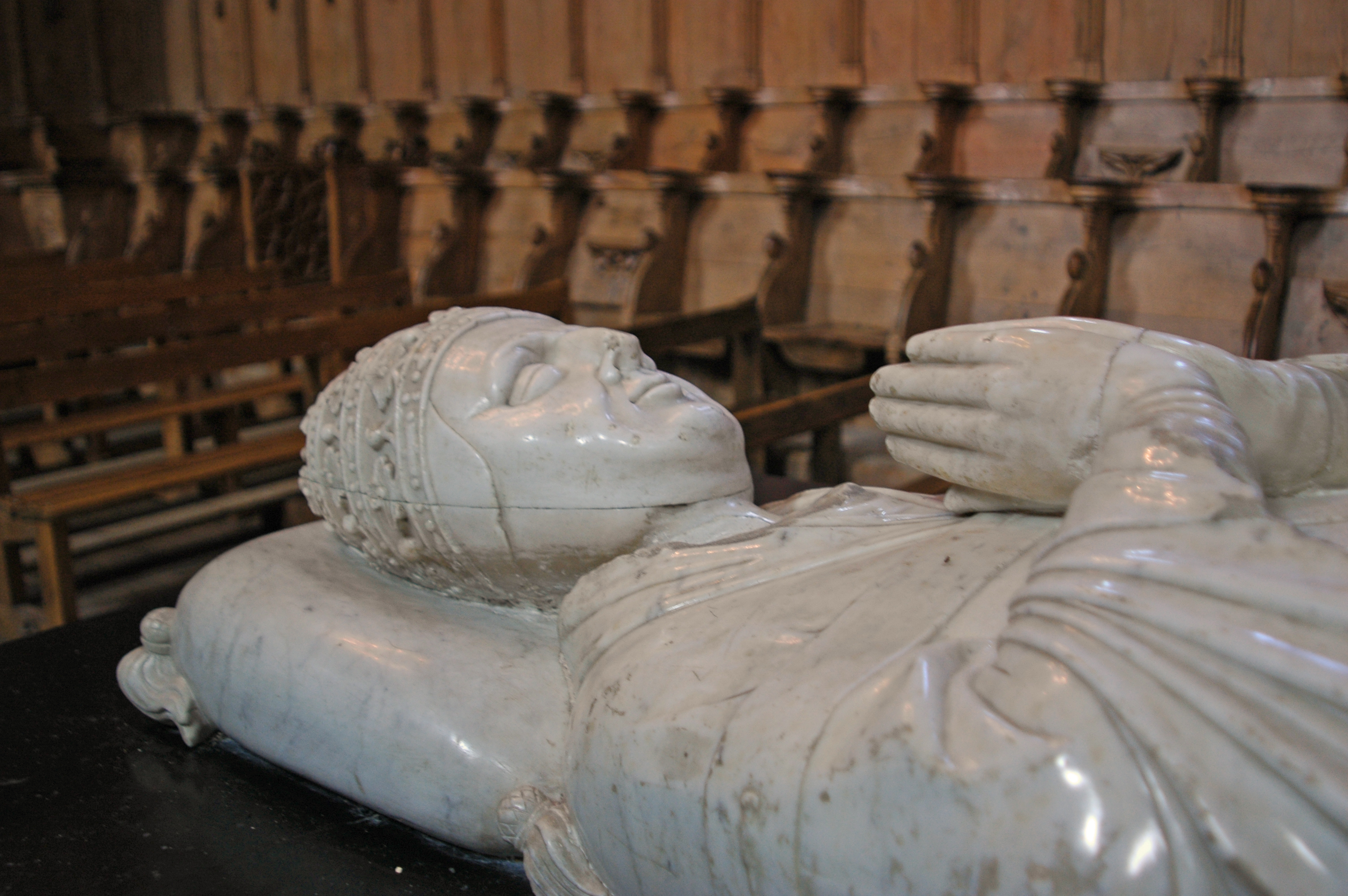
Náhrobní figura Klementa VI. opatském kostele v La Chaise-Dieu

Klement VI. byl čtvrtým z papežů, kteří sídlili v avignonském zajetí. Proslul svým nepotismem, když jmenoval do významných církevních úřadů své příbuzné, bylo jimi např. 9 z 10 kardinálů.
V průběhu jeho pontifikátu propukla velká morová epidemie (1347–1350), která podle některých odhadů zahubila až 1/3 evropské populace. Papež epidemii přežil díky pravidlu pobytu mezi dvěma ohni, kterými jeho lékaři vypalovali zdroje nákazy. Křesťané měli být očištěni následnými poutěmi Svatého roku.
Jeho papežský dvůr proslul jako kulturní a intelektuální centrum. Oslavovali jej spisovatelé Boccaccio, Francesco Petrarca, s úctou k němu vzhlížely světice Kateřina ze Sieny či Brigita Švédská. Pokračoval v budování velkolepého stavebního komplexu své rezidence: hradu s novým papežským palácem, papežskou katedrálou a uměleckými sbírkami. Byl jedním z tzv. „světských papežů“ – jako ctitel výtvarného umění a estét uvedl na svůj dvůr do Avignonu italskou malířskou školu, nazývanou dále škola avignonská. Nebyl příliš duchovně zaměřený, v hospodaření svého dvora zavedl merkantilismus.